# Hydraena cunninghamensis
Hydraena cunninghamensis är en skalbaggsart som beskrevs av Perkins 2007. Hydraena cunninghamensis ingår i släktet Hydraena och familjen vattenbrynsbaggar. Inga underarter finns listade i Catalogue of Life.